# Yves Charles Zarka
 (décembre 2018).
Pour les articles homonymes, voir Zarka (homonymie).
Yves Charles Zarka, né le 14 mars 1950, est philosophe, professeur émérite à l'université de Paris. Il est global professor à l'université de Pékin et enseigne à l'université Ca' Foscari de Venise, à l'université La Sapienza de Rome. Il est fondateur et directeur de la revue Cités (PUF).
Il a été directeur de recherche au CNRS, où il dirigeait le Centre d’histoire de la philosophie moderne et le Centre Thomas-Hobbes. Il a dirigé le centre PHILéPOL (philosophie, épistémologie et politique) de l'université Paris au sein duquel les recherches s'organisent sur le concept de « monde émergent ». Ses recherches portent sur la démocratie, les nouveaux enjeux environnementaux, la nouvelle configuration du pouvoir au niveau mondial, le cosmopolitisme et la tolérance.

## Biographie
Yves Charles Zarka est, de 1974 à 1988, professeur de philosophie dans le secondaire, puis il est docteur en philosophie, habilité à diriger des recherches.
Il est directeur du Centre d'histoire de la philosophie moderne du CNRS (1996-2004) et du Centre Thomas-Hobbes du CNRS (1990-2002). Au CNED, il est nommé responsable de l'enseignement du CAPES et de l’agrégation externe et interne de philosophie (1997-2004). Yves Charles Zarka dirige à l'université Paris-Descartes l’équipe PHILéPOL (Centre de philosophie, d’épistémologie et de politique). Il assure la responsabilité d’un programme ANR intitulé DEMOENV « La démocratie face aux enjeux environnementaux » (2011-2015) auquel collaborent PHILéPOL, l'IRSTEA et l'ICD-CREIDD (université de technologie de Troyes) et d'un autre programme sur « Territoires, population et citoyenneté en Europe ». Il dirige également un programme de l'IDEX de Sorbonne Paris Cité sur "La démocratie et les mutations de l'espace public en Europe" en collaboration avec le Centre de recherches politiques de Sciences Po (CEVIPOF) et Paris III (ICEE). Ces dernières années il a dirigé un autre programme ANR-Université de Paris Descartes (2006-2010) intitulé LEGICONTEST « Concurrences de légitimité, types de contestation et réforme de l’État ».
Professeur à l'université de Paris, où il est titulaire de la chaire de philosophie politique, Yves Charles Zarka est également global professor à l'université de Pékin. Il est visiting professor à l'université Ca' Foscari de Venise et à l'université "La Sapienza" de Rome. Il donne également des enseignements à l'université de New York, à l'université de Barcelone ou encore à l'université de Porto Alegre (Brésil), etc.
Outre un grand nombre d’ouvrages d’histoire de la philosophie politique (en particulier sur Hobbes, Machiavel, Foucault et autres) tous traduits en plusieurs langues, ses recherches se situent au carrefour de la philosophie contemporaine, de l’épistémologie des sciences sociales, et des sciences politiques. C’est dans ce cadre qu’il étudie les transformations de la démocratie, les nouvelles problématiques environnementales, l’idée cosmopolitique, etc.   
Aux PUF, il dirige trois collections : « Fondements de la politique », « Intervention philosophique », « Débats philosophiques » ; chez Armand Colin, « Émergences » ; chez Vrin, l'édition des Œuvres de Hobbes et la collection « Hobbes Supplementa »; chez Mimésis, la collection "Philosophie et société". Directeur de la revue Cités aux PUF (100 numéros parus). Il est également membre du comité de rédaction de la revue Archives de philosophie (de 1988 à 2017), du comité scientifique de la revue Droits (PUF), du British Journal for the History of Philosophy (Francis & Taylor, Londres), de la revue Science et Esprit (éditions Bellarmin, Ottawa), la revue Derechos y Libertades (Dykinson, Madrid).
Le 28 mai 2015, Yves-Charles Zarka intervient avec Michel Field en tant que « Grand témoin » dans les Rencontres maçonniques La Fayette entre le Grand Orient de France et la Grande Loge Nationale de France.

## Prix et distinctions
Il est lauréat de l'Académie des sciences morales et politiques et Médaille de bronze du CNRS.

## Publications (sélection)

### Livres
- La Décision métaphysique de Hobbes. Conditions de la politique, Vrin, 1987, 408 p. 2e édition augmentée d'une nouvelle préface en 1999. Ouvrage couronné par l'Académie des Sciences Morales et Politiques en 1988 et par le CNRS de la médaille de bronze.
- Hobbes et la pensée politique moderne, PUF, 1995, 2000
- Philosophie et politique à l'âge classique, PUF, 1998
- La questione del fondamento nelle dottrine moderne del diritto naturale, Editoriale Scientifica, Naples, 2000
- L'Autre Voie de la subjectivité, Beauchesne, 2000
- The Amsterdam Debate on Thomas Hobbes, débat entre Q. Skinner et Y.C. Zarka, Olms, 2001
- Figure du pouvoir, PUF, 2001
- Difficile tolérance, PUF, "Intervention philosophique", 2004
- Un détail nazi dans la pensée de Carl Schmitt, PUF, "Intervention philosophique", 2005
- Réflexions intempestives de philosophie et de politique, PUF, "Intervention philosophique", 2006
- Critique des nouvelles servitudes, PUF, 2007
- La destitution des intellectuels, Paris, PUF, 2010, 240 p. (ISBN 978-2-13-058417-9)
- L'inapropriabilité de la Terre : Principe d'une refondation philosophique, Paris, Armand Colin, 2013, 94 p. (ISBN 978-2-200-24298-5)
- Refonder le cosmopolitisme, Paris, PUF, 2014[8].
- Philosophie et politique à l'âge classique, Paris, Hermann, coll. "Hermann Philosophie", 2015.
- Métamorphoses du monstre politique, Paris, PUF, 2016.
- Jusqu'où faut-il être tolérant ? : Traité de la coexistence dans un monde déchiré, Paris, Hermann, 2016, 174 p. (ISBN 978-2-7056-9265-0)
- Le Tierra no nos pertenece, Ned Ediciones, 2017.
- Points névralgiques de la philosophie. Sur quelques philosophes français contemporains, Paris, PUF, 2018.
- Réflexions philosophiques sur notre temps, Paris, PUF, 2023.

### Direction d'ouvrages collectifs
- Hobbes, « Que sais-je ? », PUF, Paris, 1989[9], réédition corrigée 1994.
- (dir. avec Jean Bernhardt) Thomas Hobbes, philosophie première, théorie de la science et politique, actes du colloque tenu en Sorbonne et à l'ENS Ulm les 30-31 mai et 1er juin 1988, PUF, Paris, 1990[10].
- (dir. avec Jean Bernhardt) Hobbes et son vocabulaire, Vrin, Paris, 1991.
- L'interpretazione nei secoli XVI e XVII, Milan, Franco Angeli, 1993
- Raison et déraison d'État, PUF, 1994
- L'individuo nel pensiero moderno (secoli XVI-XVII), en coll., Pisa, ETS, 1995
- Jean Bodin, nature, histoire et politique, Paris PUF, 1996
- The Cambridge Platonists in Philosophical context, Dordrecht, Kluwer, 1997
- Aspects de la pensée médiévale dans la pensée politique moderne, PUF, 1999
- Potentia Dei. L'onnipotenza divina nel pensiero dei secoli XVI e XVII, a cura di G. Canziani, M. Granada et Yves Charles Zarka, Milan, Franco Angeli, 2000
- Comment écrire l'histoire de la philosophie ?, sous la direction d'Yves Charles Zarka, PUF, 2000
- Machiavel. Le Prince ou le nouvel art politique, coordonné par Yves Charles Zarka et Thierry Ménissier, PUF, "Débats philosophiques", 2001
- Quel avenir pour Israël ? (entretiens avec Shlomo Ben-Ami), PUF, 2001
- Penser la souveraineté à l’époque moderne et contemporaine, sous la direction de G. Cazzaniga et Y.C. Zarka, Pise-Edizioni ETS- Éditions philosophiques, Vrin, 2002, 2 volumes, 688 p.
- Les Fondements philosophiques de la tolérance (3 volumes), en coll. avec Franck Lessaye et John Rogers, Paris, PUF, 2002.
- Faut-il réviser la loi de 1905 ? La séparation de la religion et de l'État en question, PUF, 2005
- Y a-t-il une histoire de la métaphysique ?, en coll. avec Bruno Pinchard, PUF, 2005
- Les philosophes et la question de Dieu, en coll. avec Luc Langlois, PUF, 2006
- Matérialistes français du XVIIIe siècle : La Mettrie, Helvetius, D'Holbach, en coll., PUF, 2006
- Hegel et le droit naturel moderne, en coll. avec Jean-Louis Vieillard-Baron, Vrin, 2006
- Monarchie et république au XVIIe siècle ?, sous la direction d'Yves Charles Zarka, PUF, 2007
- Kant cosmopolitique, en coll. avec Caroline Guibet-Lafaye, éditions de l’Éclat, 2008
- Carl Schmitt ou le mythe du politique, PUF, 2009
- Le Monde émergent, vol. 1 Lieux, Armand Colin, 2010[11]
- Repenser la démocratie, Armand Colin, 2010
- Démocratie, état critique, Paris, Armand Colin, 2012
- Refaire l'Europe (avec Jürgen Habermas), Paris, PUF, 2012
- Liberté et nécessité chez Hobbes et ses contemporains (Descartes, Cudworth, Spinoza, Leibniz), Paris, Vrin, 2012.
- Avenir de la Terre. Le Monde émergent 2, Paris, Armand Colin, 2014.
- Machiavel, le pouvoir et le peuple, (avec la coll. de Cristina Ion), Mimesis, 2015.
- Critique de la reconnaissance : autour de l'œuvre d'Axel Honneth, Mimesis, 2015.
- La Philosophie en France aujourd'hui, Paris, PUF, 2015.
- Rousseau between nature and culture (avec Anne Deneys-Tunney), Berlin/Boston, De Gruyter, 2016
- Hobbes et le libéralisme, Paris/Milan, Mimésis, 2016.
- L'Union européenne entre implosion et refondation, Paris/Milan, Mimésis, 2016.
- La démocratie face aux enjeux environnementaux, Paris/Milan, Mimésis, 2017.
- Les révolutions du XXIe siècle, Paris, PUF, 2018.
- Métamorphoses des Barbares et de la barbarie, Paris/Milan, Mimésis, 2019.
- La Phénoménologie et la vie (avec Avishag Zafrani), Paris, Cerf, 2019.
- La France en récits, Paris, PUF, 2020.
- Dictionnaire du temps présent (en Coll. avec Christian Godin), Paris Cerf, 2022
- Sauver la démocratie dans un monde dangereux, Revue Cités n°100, Paris, PUF, 2024.